# FS 735
Die Dampflokomotiven der Gattung FS 735 der Ferrovie dello Stato Italiane (FS) waren in Nordamerika gebaute Schlepptenderlokomotiven, die im Güterverkehr eingesetzt wurden.

## Geschichte
Während des Ersten Weltkriegs wurden für die Bereitstellung des Nachschubs für die italienische Artillerie an die Front täglich 80 Züge geführt, was nicht voraussehbar war und mit den vorhandenen Lokomotiven nicht bewältigt werden konnte. Weil die europäische Industrie mit der Herstellung von Kriegsmaterial beschäftigt war, musste auf die nordamerikanische Industrie ausgewichen werden. Im Jahr 1916 erteilten die FS der American Locomotive Company (ALCo) einen Auftrag über 60 Lokomotiven, gefolgt von einem zweiten Auftrag über weitere 40 Stück. Innerhalb von nur drei Monaten nach Bestellungseingang lieferte ALCo die ersten Lokomotiven der Baureihe 735 aus, die restlichen folgten im Verlaufe des Jahres 1917. Von den ursprünglich hergestellten 100 Lokomotiven gingen sieben auf See verloren, weil das Frachtschiff von einem deutschen U-Boot versenkt wurde.
Obwohl die Lokomotive in Amerika gebaut war, bewährte sie sich in Italien. Bei Probefahrten, die auf der Porrettana durchgeführt wurden, konnte nach einigen von der FS beim Hersteller beantragten Änderungen eine Leistung von 1080 PS erreicht werden. 
Im Jahr 1918 bestellten die FS weitere 150 Lokomotiven bei ALCo und 1919 weitere 150. Der Auftrag für diese 300 Maschinen, die zwischen 1919 und 1920 geliefert wurden, ging an die Montreal Locomotive Works (MLW), die kanadische Tochtergesellschaft von ALCo.

## Betrieb
Die Lokomotivführer gaben der Lokomotive nach dem damals amtierenden Präsidenten der Vereinigten Staaten den Spitznamen Wilson. Die Lokomotiven waren sehr zuverlässig und konnten auch ohne Schaden oberhalb der zulässigen Höchstgeschwindigkeit gefahren werden. Sie verkrafteten auch den Betrieb mit hohen Leistungen über längere Zeit.
Die 735er waren bis Ende der 1960er Jahre in ganz Italien, insbesondere auf Gebirgsstrecken im Einsatz. 

## Erhaltene Lokomotiven
Zwei Lokomotiven sind der Nachwelt erhalten geblieben: die 735.128 ist im Nationalen Eisenbahnmuseum Pietrarsa ausgestellt, die 735.155 im Museo Ferroviario Piemontese in Turin.

## Technik
Um die kurze Lieferzeit des Auftrags zu gewährleisten, gaben die FS nur eine sehr rudimentäre technische Spezifikation der Lokomotiven ab, die ungefähr der Baureihe 740 entsprach. Sie bestellten eine Lokomotive mit Heißdampf-Zweizylinder-Triebwerk ohne Verbundwirkung, deren Leistung bei 45 km/h mindestens 980 PS betragen sollte. Weiter wurde das Fahrwerk der Bauart Consolidation, die Reichweite und der minimale Kurvenradius vorgegeben.
Die Lokomotive verwendete typische amerikanische Konstruktionselemente. Der Rahmen war als Barrenrahmen ausgeführt, die Vorlaufachse als Bisselachse und nicht als Carrello Italiano wie sonst bei italienischen Lokomotiven üblich. Alle vier Kuppelachsen waren ohne Seitenspiel fest im Rahmen gelagert. Die Feuerbüchse des Kessels war aus Stahl, nicht Kupfer, wie sonst in Italien üblich. Weiter war die Decke des Stehkessels gegen den Führerstand leicht abfallend, was den charakteristischen Buckel auf der Höhe der Luftpumpe ergab.
Die Lokomotive war mit einem Tender mit Drehgestellen gekoppelt, der einen Wasservorrat von 22,3 m³ und 6 Tonnen Kohle fasste.